# Holmau
El Holmau és un riu d'Alemanya que neix al nord de Fuhlenrüe, un veïnat del municipi de Hasenmoor a l'estat de Slesvig-Holstein a Alemanya. Desguassa l'aiguamoll del Hasenmoor, antigament una vasta zona pantanosa de més de 600 hectàreas que va donar el seu nom al municipi. El pantà font es va reduir per l'explotació de la torba, ara destituïda i l'expansió de l'agricultura. Conflueix amb l'Osterau a Bimöhlen, a la frontera amb Bad Bramstedt. Pertany a la conca de l'Stör, un afluent major de l'Elba.

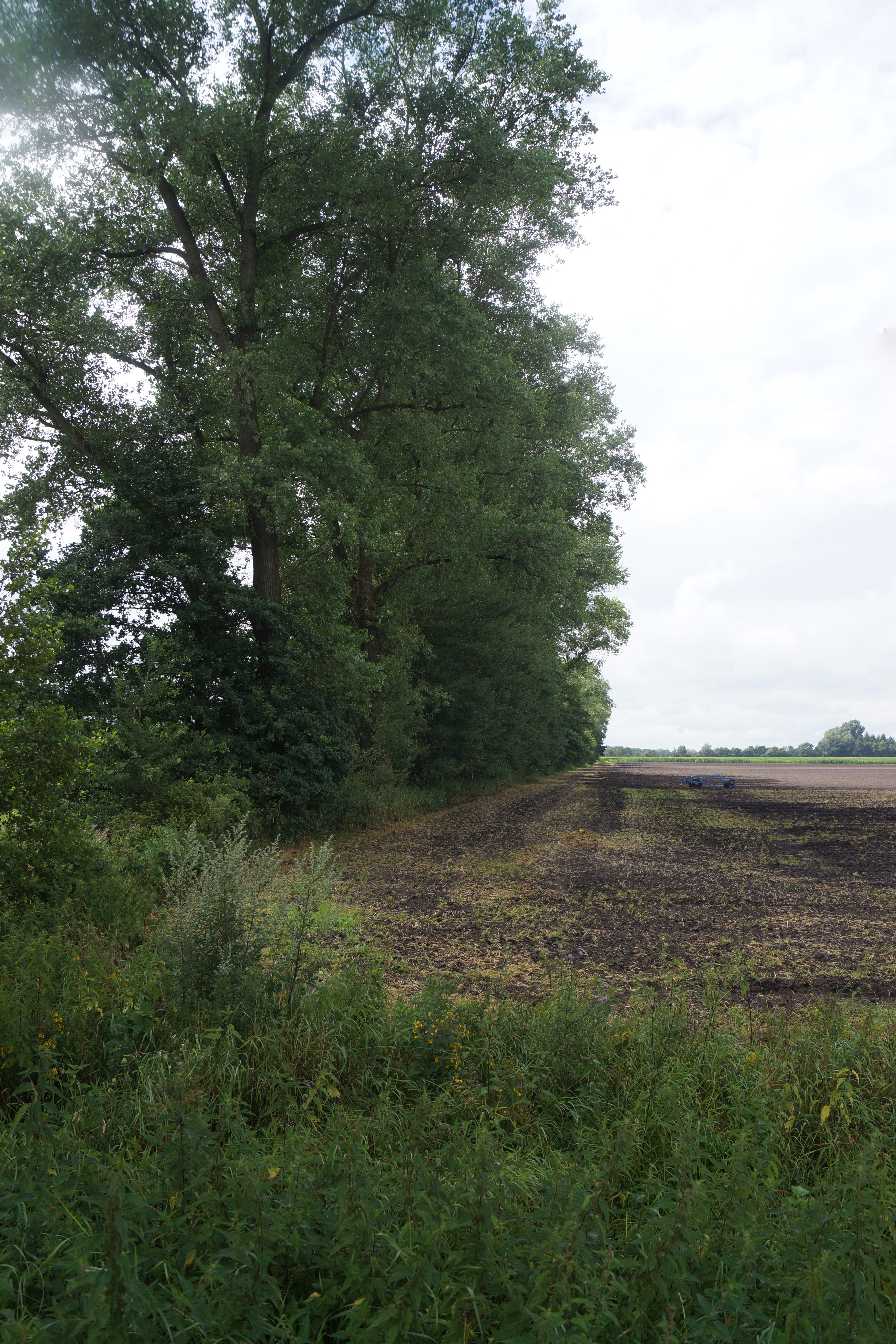
Vall del 'Holmau

El nom és compost d'holm, un topònim i -au que significa aigua, rec, riu.
Afluents
- Siekrehmgraben
- Jittkampgraben
- Moorgraben
- Klashorngraben[3]
- Grosskoppelgraben[4]
- Bredenviertgraben[5]
- Rechter Hörn
- Ellerrehmgraben
- Schulgraben
- Wiesenhofgraben

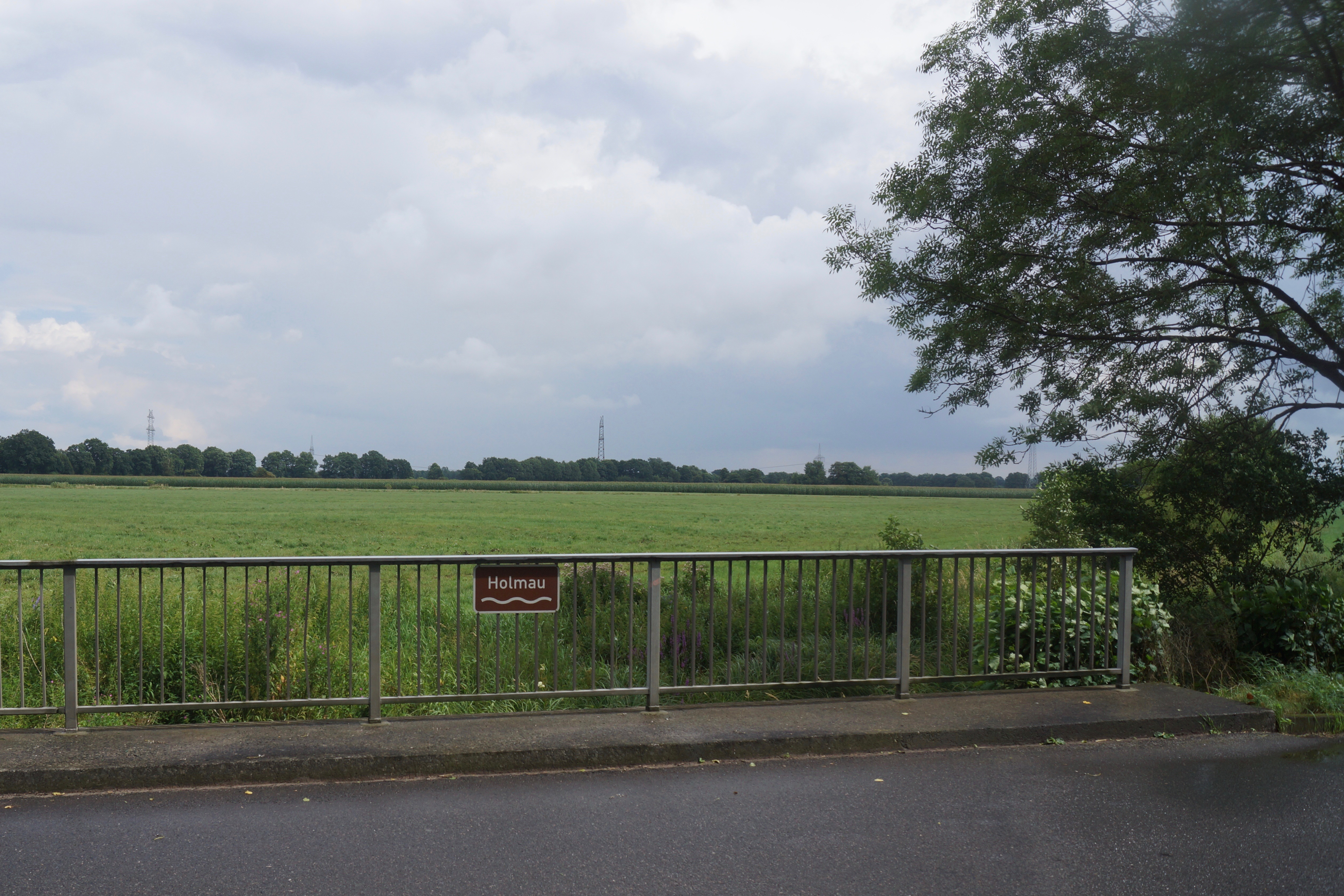
Pont al Holmau al carrer Hasenmoorer Strasse

- Kleine Au/Fuhlenrüer Graben[6]